# Вселена
 Тази статия е за Вселената.  За други значения на Космос вижте Космос.
Вселена е понятие, което обикновено означава целия пространствено-времеви континуум, в който съществуваме, заедно с всички форми на енергия и материя в него – планети, звезди, галактики и междугалактично пространство.
Вселена може да се употребява като синоним на космос, свят или дори природа.
Вселената е всичко, което може да се наблюдава или има основание да се допусне. Изучаването й е предмет на философията и космологията, която се занимава с произхода, строежа и еволюцията на вселената. На всеки етап от развитието на човечеството е известна само ограничена част от вселената. С усъвършенстване на технологиите и методите на нейното изучаване, наблюдаваният обем става все по-голям. Метагалактика се нарича тази част, която е достъпна за наблюдения в настоящето или в непосредственото бъдеще. Използват се и термините позната вселена, наблюдаема вселена или видима вселена.
Трябва да се отбележи, че някои учени, които се занимават с космология, предлагат различна терминология и дефиниция, приемайки модела на мултивселената, според който нашата вселена не е сумата от цялата енергия и материя, а просто една от многото отделни вселени, които могат да съществуват паралелно и независимо една от друга.

## Етимология
Думата „вселена“ (на английски: Universe) идва от старофренски Univers, производна на латинската universum. която в превод означава „всичко се върти като едно“ или „всичко се съедини в едно“. Може да се счита и като превод на гръцката дума за вселена περιφορα, „нещо, което се върти в кръг“. Този израз има връзка с модела на вселената на древните гърци, според който материята е разположена в концентрични сфери, които се въртят около общ център – Земята.
На български език думата вселена идва от старобългарски (въсєлѥнаѩ), с произход от старогръцки ойкумен (на старогръцки: οἰκουμένη), с основа οἰκέω, „населявам, обитавам“. Най-честите наименования за вселена, давани от древните гръцки философи идват от всичко (το παν), цялото (το ολον) или подредбата (κόσμος).

## История
Исторически погледнато, няколко космологически и космогонически теории са предлагани по отношение на наблюдението на Вселената. Първите количествени геоцентрични модели са направени от древните гърци, които предполагат, че Вселената е безкрайна и вечно съществуваща, но притежава концентрични сфери с краен размер, отговарящи на звездите, Слънцето и планетите, които се въртят около сферичната, но неподвижна Земя. След дългогодишни астрономически наблюдения и научни изследвания се стига до хелиоцентричната система на Николай Коперник за строежа на Вселената. Според него Слънцето се намира в центъра на Вселената, а Земята и другите планети обикалят по концентрични кръгови орбити около него. Идеята за хелиоцентризма е изказана още в древността от Аристарх Самоски, но Коперник успява да я обоснове научно и да обори геоцентричното учение на Клавдий Птолемей, господстващо тогава и официално поддържано от Църквата. С помощта на двете основни движения на Земята – въртенето около оста ѝ и около Слънцето – Коперник обяснява сложните движения на планетите, смяната на годишните времена и явлението прецесия и определя относителните разстояния на планетите до Слънцето. Хелиоцентричната система е изложена в безсмъртното му произведение „За въртенето на небесните сфери“ (De revolutionibus orbitum coelestium), над което той работи повече от 40 години. След това Нютон открива закона за всемирното привличане, въз основа на който се обяснява строежът на Слънчевата система и на цялата наша галактика (Млечния път). По-нататъшното развитие на астрономията води до откриването на множество други галактики. С усъвършенстването на оптичните уреди, изучаването на спектралните линии на галактиките и други астрономически обекти, науката установява съществуването на червеното отместване и реликтовото лъчение, които свидетелстват за разширението на Вселената и евентуалното нейно начало. Тези знания залягат в основите на съвременната космология.
Съгласно с теорията за Големия взрив, която е преобладаваща сред научната общност, разширението на Вселената започва от изключително гореща и плътна фаза, наречена епоха на Планк, където цялата маса и енергия на наблюдаемата Вселена е била концентрирана в много малко пространство. Оттогава нататък Вселената се разширява, като достига до съвременното си състояние. Няколко независими експеримента потвърждават теоретичните постановки на теорията за Големия взрив.
Според тях Вселената ще продължи да се разширява безкрайно. Напоследък се счита, че това разширение се ускорява благодарение на тъмната енергия и тъмната материя.
Съгласно с общата теория на относителността, пространството може да се разширява със скорост по-голяма от тази на светлината, но ние можем да видим само малка част поради ограничението, наложено от скоростта на светлината. Тъй като не можем да извършим наблюдения извън обсега на светлината (или което и да е друго електромагнитно излъчване), остава неясно дали Вселената е крайна или безкрайна.

## Големина, форма, възраст и структура

### Размери и плътност
Наблюдаемата вселена е разпръсната поне на пространство от 93 милиарда светлинни години. За сравнение, диаметърът на типична галактика е само 30 000 светлинни години и типичното разстояние между две съседни галактики е 3 милиона светлинни години. Примерно Млечният път е около 100 000 светлинни години в диаметър и най-близката галактика Андромеда е на 2,5 милиона светлини години. Вероятно има 100 милиарда (1011) галактики в наблюдаемата вселена. Най-малките галактики имат около 10 милиона звезди, (107) а най-големите са с по няколко трилиона (1012) звезди. Една груба оценка показва, че броят на звездите в наблюдаемата вселена е повече от един секстилион (1021), макар че някои астрономи дават оценка от около 70 секстилиона (7 × 1022).
Материята е хомогенно разпределена, ако се усредни на разстояние 300 милиони светлинни години. На по-малка скала обаче материята има струпвания. Атомите формират звезди, звездите формират галактики, галактиките образуват купове галактики и най-накрая свръхкупове (купове от купове). Материята е също така изотропна, което означава че няма разлика в разпределението ѝ в различните посоки. Вселената има и силно изтропно микровълново електромагнитно излъчване, което отговаря на топлинното излъчване на абсолютно черно тяло при температура 2.725 K. Хипотезата, че едромащабната структура на вселената е хомогенна и изотропна се нарича космологичен принцип, което се подкрепя от астрономични наблюдения.
Сегашната плътност на вселената е много ниска, грубо казано около 9,9 × 10−30 грама на кубичен сантиметър. Съотношението маса-енергия се състои от 73% тъмна енергия, 23% студена тъмна маса и 4% обикновена материя. Свойствата и характеристиките на тъмната материя и тъмната маса са почти напълно неизвестни. Тъмната материя се държи като обикновена материя и забавя разширението на вселената. Тъмната енергия, от друга страна, ускорява разширението.

### Възраст на вселената
Вселената е много стара и както самата тя, така и представите за нея продължават да еволюират. Най-точното приближение за възрастта ѝ e 13,73±0,12 милиарда години, базирано на наблюдения на реликтовото излъчване. Съществуват и други методи (като използване на радиоактивни изотопи), но те са значително по-неточни и дават приближения от 11 до 20 милиарда години
или от 13 до 15 милиарда години. Вселената се променя непрекъснато и погледнато исторически, никога не е била една и съща. Така например броят на квазарите и галактиките се мени, а самото галактическо пространство се разширява. Учените, които правят приземни наблюдения (и по този начин свързани с редица ограничения) трябва да имат предвид, че когато наблюдават светлината от галактика на разстояние 30 милиарда светлинни години, тази светлина е пътувала всъщност само 13 милиарда години, защото пространството между тях се е разширило. Това се потвърждава от наблюденията на далечни галактики, при които се забелязва червено отместване. Излъчваните фотони преминават към по-голяма дължина на вълната и по-малка честота по време на пътуването си. Наблюденията на супернова от тип Ia показват, че този процес на разширение се ускорява.

### Състав и структура
Изобилието на различни химически елементи – по-специално на леки като водород, деутерий и хелий изглежда едно и също в цялата наблюдаема вселена. Количеството материя е много по-голямо от количеството антиматерия, което вероятно се дължи на нарушението на CP инвариантността. Не съществува електрически заряд като цяло, така че изглежда, че гравитацията е преобладаващата сила на взаимодействие, когато става въпрос за космически размери. Не съществува нито импулс, нито момент на импулса на вселената.
Космосът има гладък пространствено-времеви континуум състоящ се от три пространствени и едно времево измерения. Тримерният космос е плосък (кривината му е много близка до нула), което означава, че в много добри приближения може да се ползва Евклидова геометрия. Пространство-времето изглежда също с проста топология. Въпреки това не бива да се изключва възможността за съществуването на повече измерения и много по-сложни топологии и връзки между тях.

### Физични закони
Вселената следва едни и същи физични закони. Съгласно стандартния модел материята е съставена от три поколения лептони и кварки, които са фермиони. Тези елементарни частици взаимодействат помежду си чрез три фундаментални взаимодействия: електрическо, което включва електромагнетизъм и слабото ядрено взаимодействие; силното ядрено взаимодействие, което е описано от квантовата хромодинамика; и гравитацията, описана от общата теория на относителността. Първите две могат да бъдат описани от квантовата теория на полето. С известни ограничения специалната теория на относителността е валидна за метагалактиката. Няма отговор на въпроса защо физичните константи запазват стойностите си и защо имат тези стойности, като например константата на Планк h и гравитационната константа G. Известни са няколко закона за запазване: закон за запазване на електрическия заряд, закон за запазване на импулса, закон за запазване на момента на импулса и закон за запазване на енергията. Те са свързани със симетрии и математически тъждества.

### Форма
Формата или геометрията на вселената бива локална и глобална. Под форма обикновено се разбира топологията и кривината, макар истинската картина да е много по-сложна от това. Анализ на данни от реликтовото излъчване водят до извода, че вселената, пространствено погледната, е плоска, което означава, че може да се приложи Евклидовата геометрия. Грешката е по-малко от два процента.
Космолозите обикновено работят с „отрязък“ от пространствено-времевия континуум. Що се отнася до наблюдения, участъкът от пространство-време, който може да се наблюдава, е обратният светлинен конус. Ако наблюдаемата вселена е по-малка от цялата вселена, глобалната структура не може да бъде определена само с наблюдения, защото ни ограничава само с малка част от нея.
През октомври 2001 година, НАСА започва да използва космическия апарат WMAP (Wilkinson Microwave Anisotropy Probe) за събиране на данни за реликтовото излъчване и по този начин да погледне назад във времето, когато вселената все още се е зараждала, а също така да определи формата на вселената. Първите данни са публикувани през февруари 2003 година. През 2009 година Европейската космическа агенция изстрелва космическата обсерватория „Планк“, за да анализира микровълновото излъчване с много по-голяма разделителна способност и да получи по-добра представа за формата на ранната вселена. Данните се очаква да бъдат публикувани през декември 2010 година.

## Възгледи за възникването на Вселената

### Мит за сътворението на света
Сътворението на света е космогоничен мит и изначална легенда в митологията на почти всички религии, особено на световните, тези с претенции да са всеобщи и универсални. Сътворението на света, а и на историята, е дело на демиурга (на гръцки: δήμος). Посредством митологията и религията, понятието за „сътворението на света“ преминава и в политиката, залягайки във водещите геополитически теории и конструкти (понятиен апарат), стремящи се да представят и обосноват идеологиите си или като едно „ново начало“ /либерализма на Френската революция и комунизма на Октомврийската революция/ или като трансцендентално произхождащи още от „сътворението на света“ /консерватизма и консервативните революционери/.
Митологията за сътворението на света се заражда в земите от „Плодородния полумесец“, които са люлка на най-древните цивилизации. Всички митове за сътворението на света са свързани с някакви божества, които могат да променят формата и образа си. Често в тях е залегнала идеята за хаоса. Хаосът е безформен и се асоциира със злото докато реда с доброто.

### Теория за големия взрив
Големият взрив е научна теория на космологията, описваща ранното развитие на Вселената. Разширяването на Вселената, което следва от уравненията на общата теория на относителността, бива потвърдено с наблюденията за раздалечаване на галактиките. Екстраполирайки назад във времето, може да се направи извода, че Вселената е била или много малка, или дори е била събрана в точка – така наречената сингулярност. Теоремата на Хокинг-Пенроуз показва че от уравненията на общата относителност следва, че такава точка даваща начало на пространството и времето трябва да е съществувала. Естествено следствие от това е, че в миналото Вселената е имала по-висока температура и по-висока плътност. Терминът „Големият взрив“ се използва както в тесен смисъл за момента, в който започва разширението на Вселената (закон на Хъбъл), така и по-общо за преобладаващата днес космологична концепция обясняваща произхода и еволюцията на Вселената.
Терминът „Големият взрив“ е въведен през 1949 от Фред Хойл в радиопрограма на BBC. Едно от следствията на Големия взрив е, че условията в днешната Вселена са различни от тези в миналото или в бъдещето. Съгласно този модел Джордж Гамов предвижда, през 1948, че от ранната гореща фаза на Вселената трябва да е останало остатъчно лъчение, което трябва да има спектър на абсолютно черно тяло и да идва от всички посоки на небето. Така нареченото реликтово излъчване е открито през 60-те години на XX век от Пензиас и Уилсън и служи за потвърждение на теорията на Големия взрив срещу основната ѝ алтернатива, теорията за устойчивото състояние.
Според теорията за Големия взрив преди 13,8 милиарда години Вселената е в безкрайно плътно състояние с огромна температура и налягане. За първите 10-33 секунди от съществуването на Вселената няма задоволителен физически модел. Общата теория на относителността предвижда гравитационна сингулярност, където плътността става безкрайна. За разрешаване на този парадокс е нужна теорията на квантовата гравитация.

### Мултивселена
Мултивселена или мегавселена е хипотетичното множество от всички възможни реално съществуващи паралелни вселени (включително и нашата), които взети заедно, съдържат всичко, което съществува – пространство, време, всички форми на материя, енергия, импулс и физичните закони и константи, които са в сила в тях. Това е една от така наречените непроверуеми теории защото не подлежи на експериментална проверка. Терминът за първи път е въведен от Уилям Джеймс, американски философ и психолог, през 1895 година и след това популяризиран от писателя фантаст Майкъл Муркок.
Космологът Макс Тегмарк изказва предположение, че на всеки математически непротиворечив набор от физични закони съответства независима, но реално съществуваща вселена. Макар че това предположение не може да се подложи на експериментална проверка, то поне дава отговор на въпроса защо наблюдаваните физични закони и физични константи са именно това, което са. Според неговата таксономия съществуват нива, които са подредени така, че всяко следващо ниво съдържа предишните и гради върху тях.

## Най-често срещаните обекти във вселената
| Обекти              | Описание |
| ------------------- | --- |
| Галактики           | Галактиките са гравитационно-свързани системи от звезди, междузвезден газ и прах, плазма и невидима тъмна материя. Всички обекти в състава на галактиката участват в движението около общия център на масата. В състава на галактиките влизат и различни видове звездни купове и мъглявини, като повечето от звездите в галактиките са част от система от две или повече звезди. Типичните галактики съдържат от един милион до хиляда милиарда звезди, гравитиращи около общ гравитационен център. Въпреки че все още не е добре изучена и разбрана, се предполага, че тъмната материя съставлява около 90% от масата на повечето галактики. Последните изследвания и наблюдения дават основание да се счита, че масивни черни дупки съществуват в центъра на повечето, ако не на всички галактики. |
| Квазари             | Квазар е астрономически звезден обект, един от най-отдалечените обекти във Вселената. Квазарите излъчват огромно количество енергия – те могат да бъдат няколко милиарда пъти по-ярки от Слънцето. Смята се, че източникът на тяхната енергия са огромни черни дупки в центъра на галактиките, където са разположени самите квазари. Понеже тяхната яркост е много голяма, те закриват светлината на останалите звезди в същата галактика. Въпреки своята огромна яркост, квазарите не се виждат с просто око заради огромното разстояние, което ни разделя от тях. Енергията на квазарите пътува милиарди години, докато достигне до Земята. По тази причина, изучаването на квазарите може да даде на астрономите информация за ранното състояние на Вселената. |
| Силно гама лъчение  | Това са внезапни кратковременни локализирани повишения на интензивността на космическото гама-излъчване с енергия от порядъка на десетки и стотици keV. От оценките на разстоянието до източниците на силно гама лъчение може да се направи извода че излъчването е от порядъка на 1050 ерг. От изследването на техния спектър става ясно, че става въпрос за далечни обекти с червено отместване z = 8,2. |
| Звездни купове      | Звездният куп е група от десетки до стотици хиляди звезди, задържани от взаимната си гравитация и с предполагаем общ произход и химичен състав. Куповете са съществена стъпка в определянето на пространствените мащаби във вселената. Някои от най-близките до Земята купове са достатъчно близки, за да се измерят рзстоянията до тях по метода на паралакса. Звездите от тези купове се нанасят с абсолютните си стойности по оста на светимост в диаграмата на Херцшпрунг-Ръсел. Впоследствие, за всяка подобна диаграма на куп, разстоянието до който не е известно, се правят сравнения спрямо светимостта на звездите в този куп и се прави оценка за разстоянието. Когато се използва този метод, се отчитат червеното отместване и звездната популация в купа. По-масивните звездни купове преминават по-бързо през етапите на еволюция и се превръщат в компактни релативистки обекти – черни дупки, неутронни звезди или бели джуджета. |
| Тъмна материя       | Тъмна материя е понятие от астрофизиката и космологията, означаващо материя, която е недостъпна за наблюдение със съвременните методи (нито излъчва, нито отразява достатъчно електромагнитни вълни) и е с неизвестен състав, но може да бъде индиректно засечена заради гравитационните си въздействия върху видимата материя. Иначе казано, се приема, че във Вселената има нещо, което не се вижда с обикновени и радиотелескопи или както и да било, но е с много голяма маса, която личи само по неговата гравитация. |
| Реликтово излъчване | Реликтовото излъчване е електромагнитно лъчение, идващо от всички посоки на небесната сфера, със спектър на абсолютно черно тяло с температура ~2.725 К. Това лъчение ни дава информация за състоянието на младата Вселена, а самото му съществуване се счита за доказателство на теорията за Големия взрив. |